# Сирма
Сирма (рум. Sîrma) — село в Леовському районі Молдови.